# 梁溪河
梁溪河，古称梁清溪，其源出于无锡惠山，后流入蠡湖最终注入太湖，是中华人民共和国江苏省无锡市梁溪区、滨湖区的一条河流。因历史悠久，“梁溪”也是“无锡”的别称之一。

## 沿革
梁溪河源出于无锡惠山，向东流至西水墩与环城河分流，向南与京杭大运河相接，再向西经蠡桥、小渲、大渲流入太湖，全长5500多米。梁溪的得名有两种说法，《元朝无锡志》（王仁辅著）：“古溪极狭，南北朝时梁大同重浚，故号梁溪，南北长三十里。”另一个传说是东汉梁鸿偕其妻孟光曾隐居于此，并率人疏浚，因此得名。梁溪河是无锡市区联系太湖、蠡湖的一条水上通道。近代时期，荣德生家族在无锡创办面粉、纺织、机械、交通、仓储等产业，除茂新第二面粉厂外，其他工业工厂均在西门外梁溪河两岸。之后由于工业污染，梁溪河两岸生态遭到破坏。2006年，梁溪河治理工程实行政府监管。

## 图库

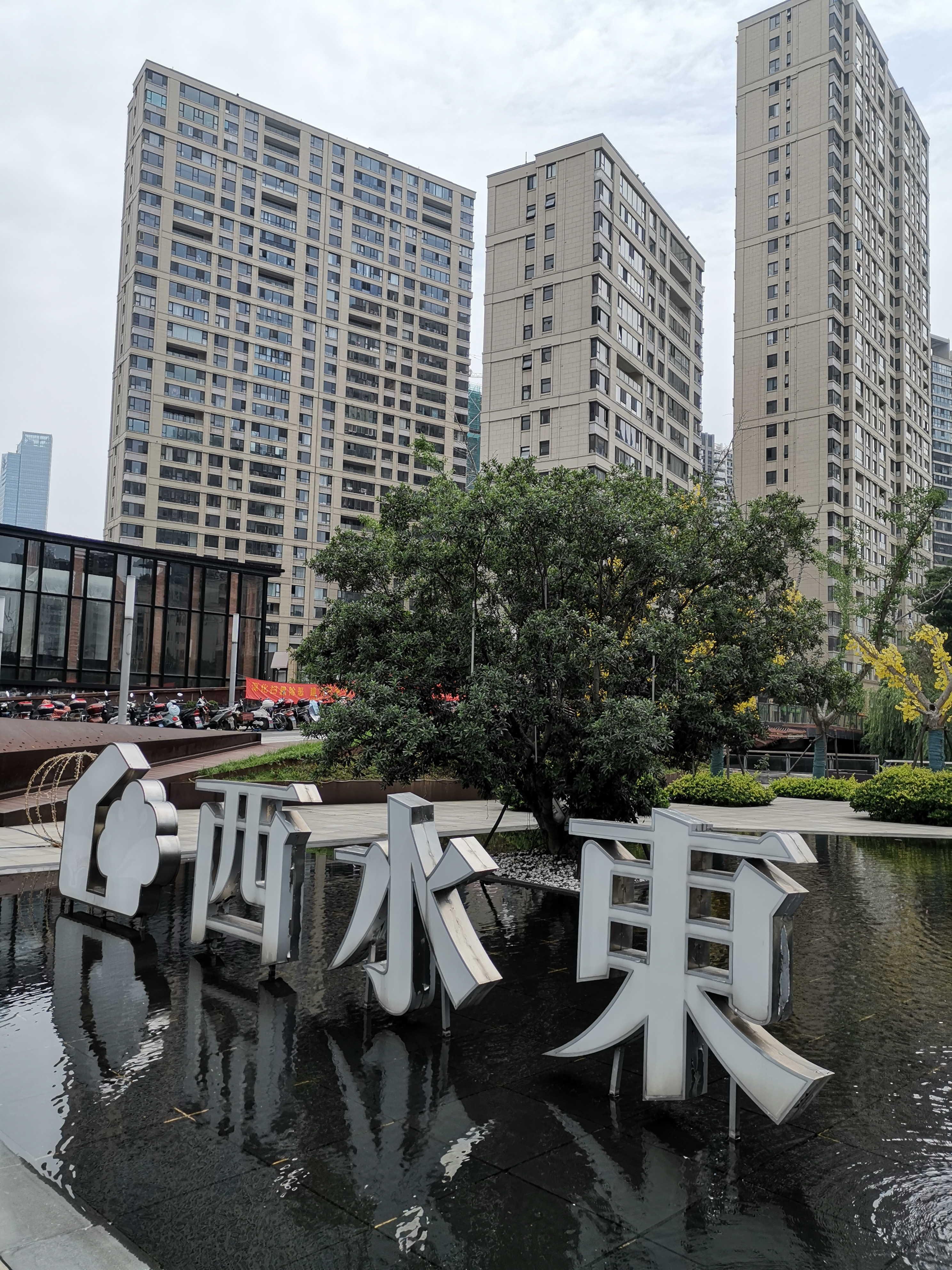
无锡西水东商业区，原“西水墩”
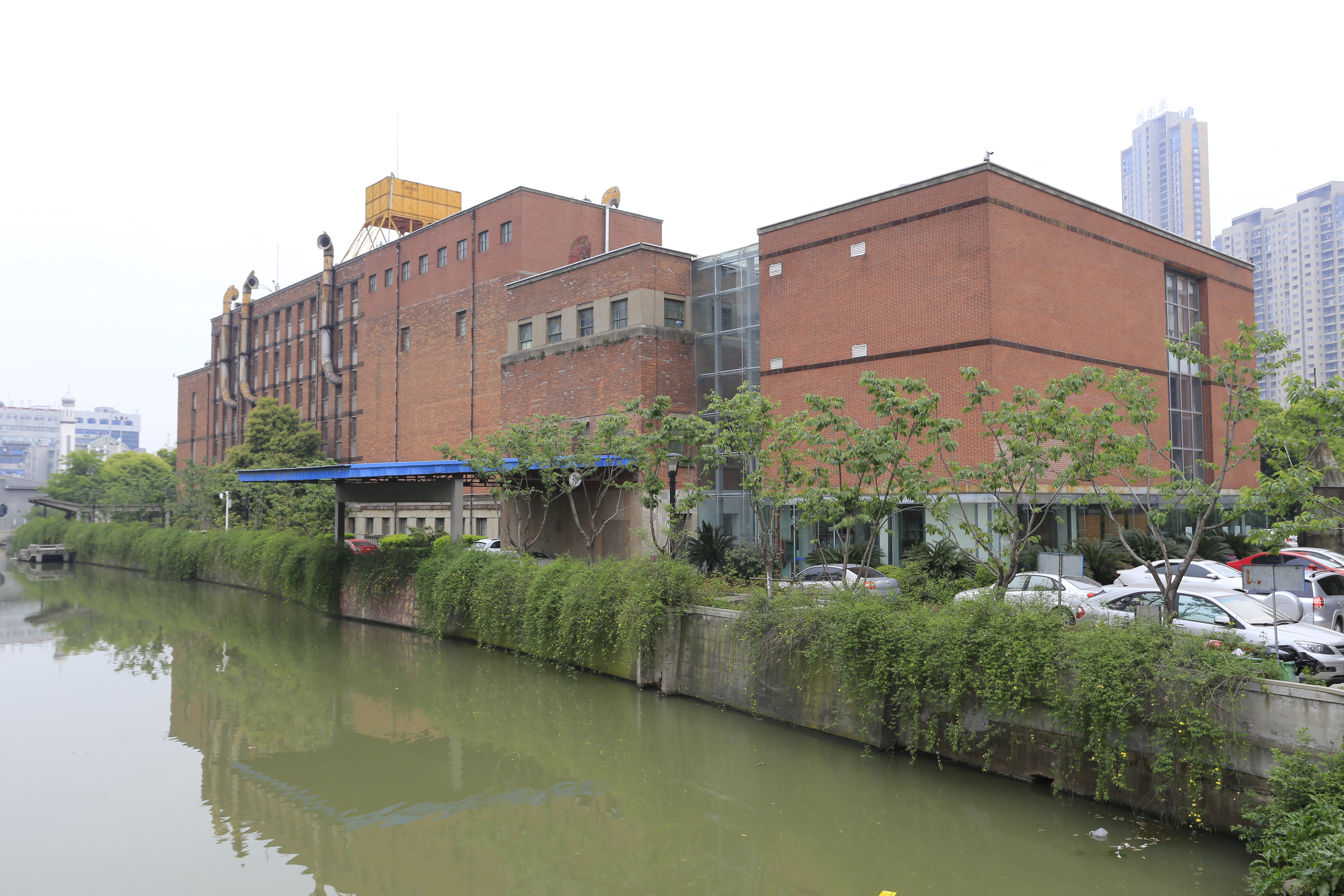
茂新面粉厂旧址（全国重点文物保护单位），毗邻梁溪河
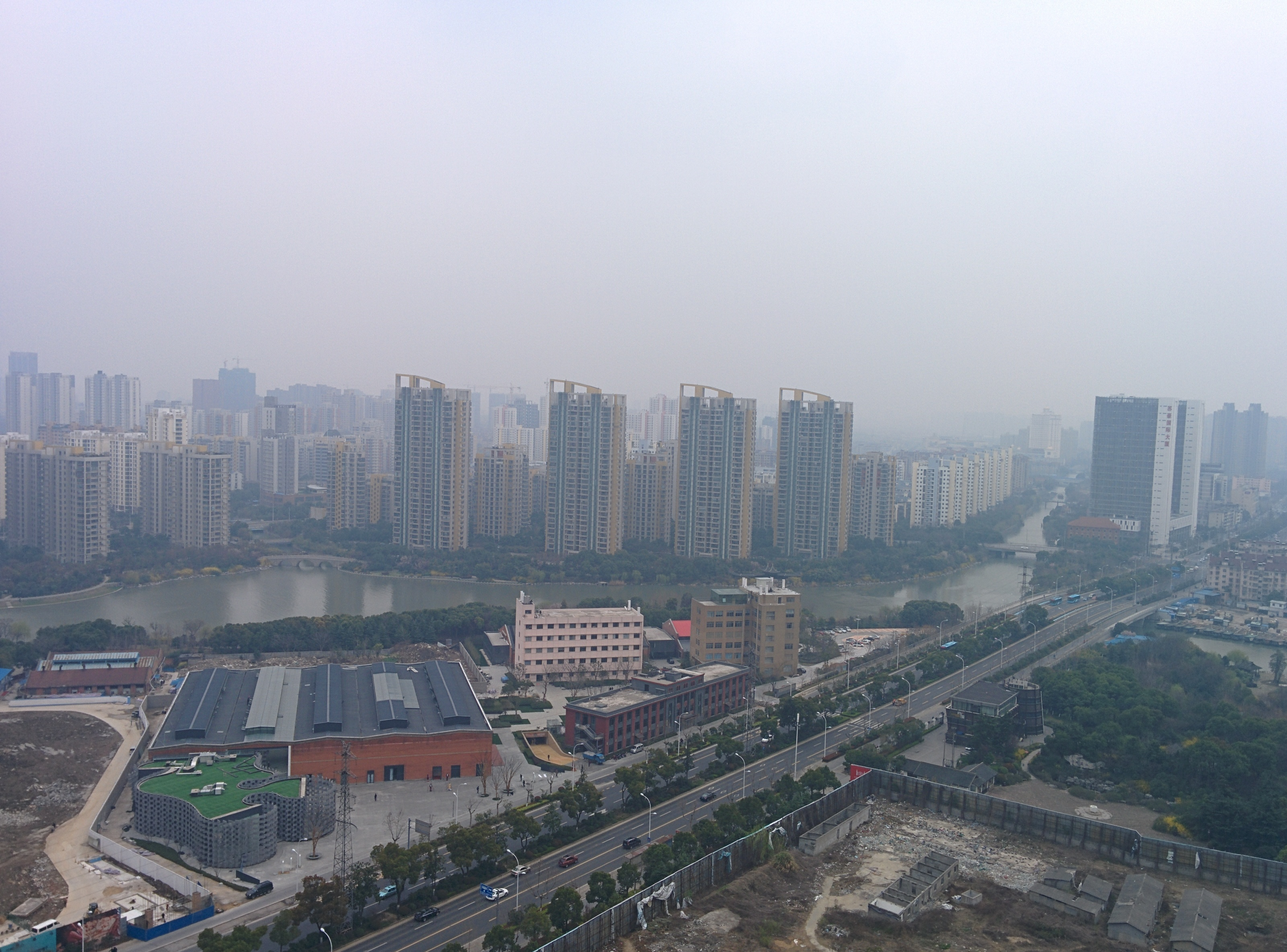
西北向东南拍摄的梁溪河，右侧道路为湖滨路（桥梁为蠡桥）。梁溪河经蠡桥向正西流